# Josphat Leting Kiprono
Josphat Leting Kiprono (1988) is een Keniaanse langeafstandsloper, die gespecialiseerd is in de marathon. Hij won de Marquetteloop (2012) en tweemaal de marathon van Münster (2014 en 2015). In 2013 werd hij tweede bij de marathon van Enschede en in 2016 derde bij de marathon van Hamburg.
Deze atleet is een naamgenoot van Josephat Kiprono (geboren 1973).

## Persoonlijke records
| Onderdeel      | Prestatie | Datum             | Plaats   |
| -------------- | --------- | ----------------- | -------- |
| halve marathon | 1:03.13   | 25 september 2011 | Haarlem  |
| marathon       | 2:09.34   | 21 april 2013     | Enschede |

## Palmares

### halve marathon
- 2003:  halve marathon van Zaragoza - 1:05.15
- 2011:  halve van Haarlem - 1:03.13
- 2012:  Marquetteloop - 1:05.42

### marathon
- 2013:  marathon van Enschede - 2:09.34
- 2014:  marathon van Münster - 2:10.42
- 2014: 8e marathon van Enschede - 2:15.47
- 2015:  marathon van Münster - 2:12.18
- 2016: 6e marathon van Mumbai - 2:12.0
- 2016:  marathon van Hamburg - 2:10.44